# USS Cassin (DD-372)
Pour les autres navires du même nom, voir USS Cassin.
L’USS Cassin (DD-372) était un destroyer de la marine américaine et de la classe Mahan. C'était le second bâtiment portant le nom de Stephen Cassin (en), un officier de l'United States Navy.

## Historique
Lancé le 28 octobre 1935, puis admis au service actif en mars 1937, le Cassin a ensuite navigué dans les Caraïbes et au Brésil. En avril 1938, il a rejoint la flotte à Pearl Harbor pour les exercices annuels de la flotte dans les îles hawaïennes et la zone du canal de Panama. Au cours de 1939, il a été déployé sur la côte Ouest pour des écoles de tir et de lancement de torpilles. Affecté au détachement hawaïenne le 1er avril 1940, le Cassin a effectué des exercices et des patrouilles dans le Pacifique, croisant de février à avril 1941 vers les Samoa, l'Australie et Fidji. Il a fait escale dans les ports de la côte Ouest à la fin de l'année 1941.

### Pearl Harbor

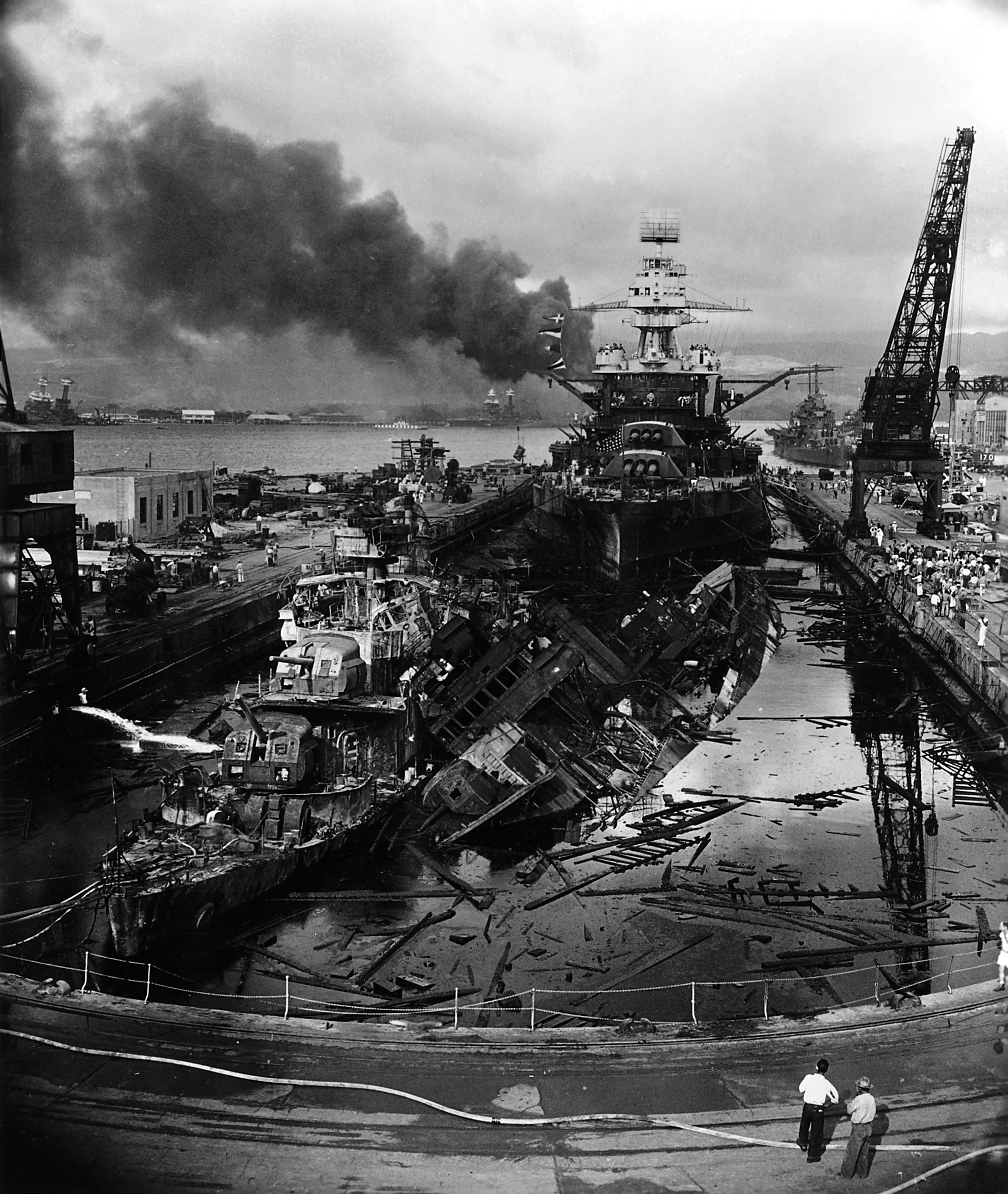
Le et le Cassin devant le dans la forme de Pearl Harbor, 7 décembre 1941

Pendant l'attaque japonaise du 7 décembre 1941 sur Pearl Harbor, le Cassin était en cale sèche, dans le même bassin que l'USS Downes (de la même classe) et que le cuirassé USS Pennsylvania. Pendant l'attaque, une bombe incendiaire explosa dans les soutes à combustible du Downes, provoquant des incendies incontrôlables à bord du Downes. Le Cassin reçut 2 bombes de 250 kg (qui ne causèrent pas de tués) mais qui le fit glisser hors de ses blocs de quille (les tins) et se coucher contre le Downes. Les deux bâtiments furent considérées comme perdus, et le Cassin fut désarmé à partir du 7 décembre 1941. Les coques des deux étaient endommagées sans possibilité de réparation, mais les machines et une partie des équipements, récupérables, furent envoyés au chantier de Mare Island Navy Yard où des coques entièrement nouvelles furent construites autour du matériel récupéré et à qui furent donnés les noms et les numéros de coque des bâtiments endommagés.

### Seconde Guerre mondiale
Après 26 mois de travaux, le Cassin fut remis en service en février 1944.
Ayant rejoint Pearl Harbor le 22 avril il a été affecté jusqu'en août aux tâches d'escorte depuis Majuro. En tirant sur les grottes et bombardant Aguijan, il a aidé à la consolidation de Tinian entre le 15 et le 25 août, puis a assuré des fonctions d'escorte de Saipan. Le Cassin prit part au bombardement de l'île Marcus le 9 octobre, puis joignit le Task-Group TG 38.1 le 16 octobre. Il fit ensuite route au nord-est de Luzon pendant le débarquement de Leyte, et quand les débarquements ont été lancés avec succès, fut envoyé avec son groupe pour faire le plein de combustible et se réapprovisionner à Ulithi. Cependant, quand la TF 38 prit contact avec la Force centrale japonaise contournant le cap sud de Mindoro, il prit part à la bataille du golfe de Leyte, le groupe du Cassin fut appelé à rejoindre l'action proche. Dans l'après-midi du 25 octobre, son groupe atteignit enfin la position pour lancer les avions qui ont attaqué les bâtiments japonais dans l'une des frappes de porte-avions de la plus longue portée de la guerre.
L'affectation suivante du Cassin le fut aux préparatifs de l'assaut sur Iwo Jima. Dans la nuit du 11 au 12 novembre 1944, et de nouveau le 24 janvier 1945, le Cassin y effectua des tirs contre la terre sur l'île, et fut par ailleurs engagé dans des fonctions de patrouille, d'escorte, et de piquet radar autour de Saipan. Le 23 février il faisait route depuis Saipan pour escorter un ravitailleur de munitions en direction d'Iwo Jima, récemment envahi, et fut de retour à Guam le 28 février avec un navire-hôpital. Il revint à Iwo Jima à la mi-mars pour assurer des fonctions de piquet-radar et de sauvetage air-mer. Avec des périodes de réapprovisionnement et de réparations à Guam et à Saipan , il a continué à assurer ces tâches la plupart du temps du reste de la guerre.
Le Cassin endura un typhon le 6 juin 1945, perdant l'un de ses hommes (et une baleinière à moteur) passé par-dessus bord. Le 20 juillet, il effectua un tir contre terre à Kita-Iwo-jima, et le 7 août, il arraisonna et visita un navire-hôpital japonais pour s'assurer de la conformité avec le droit international. Comme il n'y avait pas de violation, il autorisa le navire à poursuivre sa route. Une fois la guerre terminée, le Cassin continua à effectuer des sauvetage air-mer au large d'Iwo Jima, garantissant l'évacuation aérienne des prisonniers de guerre libérés du Japon.

### Destin
Le Cassin fut retiré du service le 17 décembre 1945.

### Récompenses
Le Cassin a reçu six étoiles de bataille pour service accompli au cours de la Seconde Guerre mondiale.